# Atriplex cuneata
Atriplex cuneata är en amarantväxtart som beskrevs av Aven Nelson. Atriplex cuneata ingår i släktet fetmållor, och familjen amarantväxter. Inga underarter finns listade i Catalogue of Life.